# Framed Youth: The Revenge of the Teenage Perverts
Framed Youth: The Revenge of the Teenage Perverts (Kadr młodych. Zemsta nastoletnich zboczeńców) – film dokumentalny, nakręcony w 1982 r. w Londynie, poświęcony homoseksualizmowi.
Wykonany w technice VHS jest rezultatem projektu filmowego przeprowadzonego wolontarystycznie w czasie sześciu miesięcy 1982 r. przez grupę 25 młodych Brytyjczyków. Zrealizowany jest w formie humorystycznego ulicznego wywiadu przeplatanego filmowym kolażem i scenami nakręconymi w londyńskich klubach. Młodzi ludzie pytają przechodniów o ich zdanie na temat homoseksualizmu, konfrontując ich opinie z osobistymi wypowiedziami nastoletnich gejów i lesbijek.
W projekcie tym wzięli udział znani z późniejszej kariery artystycznej: wokalista Jimmy Somerville, reżyser i twórca instalacji plastycznych Isaac Julien oraz filmowiec Konstantinos Giannaris (Κωνσταντίνος Γιάνναρης). Na planie spotkali się także po raz pierwszy muzycy, którzy stworzyli rok później brytyjską grupę popową Bronski Beat.

## Pełna obsada
- koordynatorzy projektu: Andy Lipman, Philip Timmins
- uczestnicy:
  - Mark Ashton
  - Trill Burton
  - Jeff Cole
  - Julian Cole
  - Richard Coles
  - Rose Collis
  - Maureen Donnelly
  - Nicola Field
  - Constantinos (Connie) Giannaris
  - Toby Kettle
  - Joe Lavelle
  - Pom Martin
  - Carl Miller
  - Graham Pyper
  - Simon Shipman
  - Jimmy Somerville
  - Lil Trenchard
  - David Wiseman
- uczestnicy dodatkowi:
  - Chris Boot
  - Gill Hayward
  - Claire Hopson
  - Carl Johnson
  - Kim Miller
- grupa produkcyjna 1985–86:
  - Claire Hodson
  - Carmelita Kadeena-Whyte
  - Dawn Thomas
- grafika: Steve Pickard
- montaż: 
  - Trill Burton
  - Nicola Field
  - Constantinos (Connie) Giannaris
  - Toby Kettle
  - Pom Martin
  - Jimmy Somerville
- fine cut: Philip Timmins
- montaż telewizyjny: Phil Woodward
- piosenka "Screaming" Jimmy Somerville
- technicy: Ivan Burgess, Andy Ironside
- postprodukcja dźwięku: David Stevens
- picture and music research: Clare Beavan[1]

## Nagroda
Film zdobył w 1984 r. nagrodę im. Johna Griersona przyznaną przez Brytyjski Instytut Filmowy za najlepszy dokument 1983 r.